# ون ورت (اوهایو)
ون ورت(به انگلیسی: Van Wert) شهری در ایالت اوهایو کشور ایالات متحده آمریکا است که جمعیت آن در سرشماری سال ۲۰۱۰ میلادی، ۱۰٬۸۴۶ نفر بوده‌است.